# Mekiny
Mekiny (deutsch Mekienen) war ein Ort in der polnischen Woiwodschaft Ermland-Masuren. Seine Ortsstelle liegt im Gebiet der Gmina Bartoszyce (Landgemeinde Bartenstein) im Powiat Bartoszycki (Kreis Bartenstein (Ostpr.)).

## Geographische Lage
Die Ortsstelle Mekinys liegt südlich der Łyna (deutsch Alle) in der nördlichen Mitte der Woiwodschaft Ermland-Masuren, 25 Kilometer südlich der früheren und heute auf russischem Hoheitsgebiet gelegenen Kreisstadt Friedland (russisch Prawdinsk) bzw. vier Kilometer östlich der heutigen Kreismetropole Bartoszyce (deutsch Bartenstein).

## Geschichte
1338 ist das Gründungsjahr des Gutsdorfs Mücken, das nach 1338 Mukein, nach 1404 Mückin, nach 1415 Mükynen, nach 1570 Mückien, nach 1577 Meckiehnen, nach 1774 Meckiehnen, vor 1785 Meekiehnen und nach 1871 Mekienen genannt wurde. Im Jahre 1874 wurde der Gutsbezirk Mekienen Teil des Amtsbezirks Kinkeim (polnisch Kinkajmi) im ostpreußischen Kreis Friedland (er hieß ab 1927 „Kreis Bartenstein“). 1910 zählte das Dorf 107 Einwohner.
Am 30. September 1928 gab Mekienen seine Eigenständigkeit auf und schloss sich mit den Nachbarorten Aßmanns (polnisch Witki), Fuchshöfen (Lisówka) und Tromitten (Tromity) zur neuen Landgemeinde Tromitten im Kreis Bartenstein zusammen.
In Folge des Zweiten Weltkriegs wurde das gesamte südliche Ostpreußen 1945 an Polen abgetreten. Mekienen erhielt die polnische Namensform „Mekiny“. Ob der Ort neu besiedelt wurde, ist nicht belegt, aber bereits in den 1950er Jahren findet keine offizielle Erwähnung des Ortes mehr statt. Er könnte im Nachbardorf Tromity (Tromitten) aufgegangen sein. Er gilt offiziell als untergegangen. Seine Ortsstelle liegt im Bereich der Landgemeinde Bartosszce (Bartenstein) im Powiat Bartoszycki (Kreis Bartenstein (Ostpr.)) in der Woiwodschaft Ermland-Masuren.

## Religion

### Christentum
Bis 1945 war Mekienen in die evangelische Stadtkirche Bartenstein in der Kirchenprovinz Ostpreußen der Kirche der Altpreußischen Union, außerdem in die römisch-katholische Kirche St. Bruno der Kreisstadt im damaligen Bistum Ermland eingepfarrt.

## Verkehr
Die kaum mehr wahrnehmbare Ortsstelle von Mekiny ist über einen Weg von Bartoszyce nach Tromity zu erreichen.